# Kaišakunin

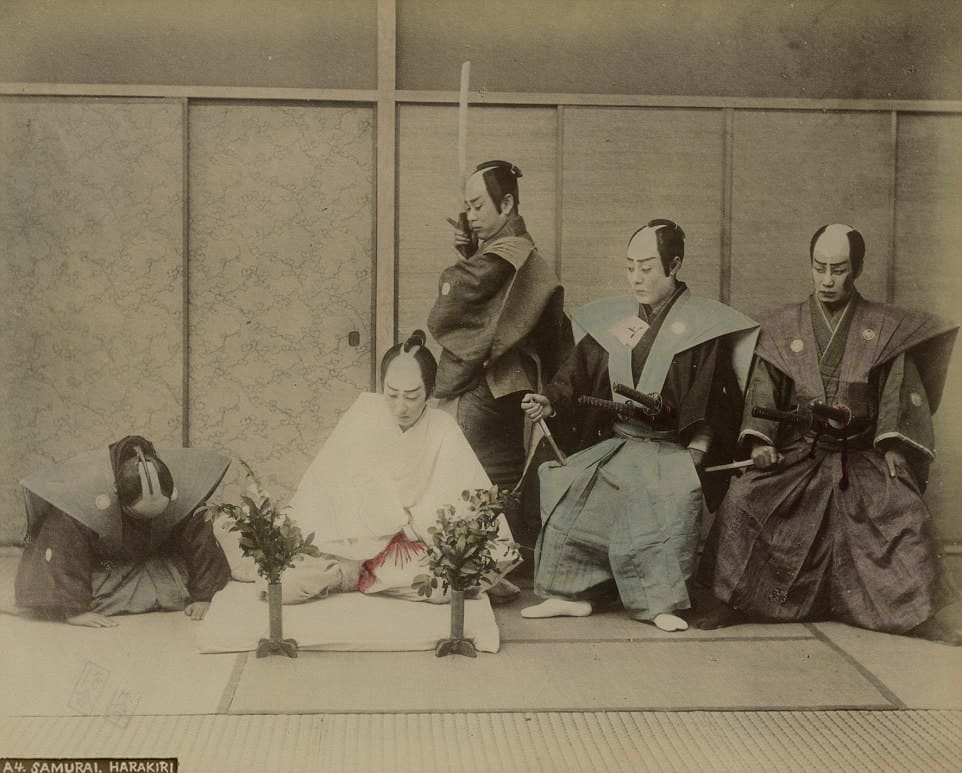
Aranžovaná fotografie rituální sebevraždy z pozdního období Edo. Kaišakunin stojí se zdviženým mečem za osobou provádějící seppuku připravený přeseknout jí krční páteř a částečně jí tak oddělit hlavu od těla.

Kaišakunin (japonsky 介錯人) je osoba stanovená, aby jako asistent člověka, který provádí japonskou rituální sebevraždu seppuku, přesekla tomuto člověku v okamžiku agonie krční páteř, čímž mu částečně oddělí hlavu od těla a ušetří jej nedůstojnosti dlouhého umírání. Úkol, který kaišakunin plní, se nazývá kaišaku.
Kromě toho, že je tak osoba vykonávající seppuku zbavena dlouhého utrpení pomalu přicházející smrti, jsou také ti, kdo plní úlohu pozorovatelů, ušetřeni podívané na tělo svíjející se ve smrtelných křečích, které by následovaly.
Dosud posledním kaišakuninem byl Hirojasu Koga, člen soukromé armády Tatenokai, jež měla střežit japonské hodnoty, který 25. listopadu 1970 sťal spisovatele a zakladatele Tatenokai Jukia Mišimu a politického aktivistu Masakacu Moritu během jejich seppuku.

## Rituál
Rituál provádění kaišaku, který je dodnes zachován ve cvičení kata (stínový způsob boje) bojového sportu iaidó, se mezi jednotlivými japonskými šermířskými školami liší jen velmi málo. Kaišakunin musí v každém případě provést následující kroky: 
1. Nejprve se posadí do vzpřímené pozice (seiza) nebo zůstane stát po levém boku osoby, která se chystá provést seppuku. Musí přitom od ní být v rozumné vzdálenosti, ale jen tak daleko, aby byla v patřičném čase v dosahu jeho katany (meče).
2. Pokud kaišakunin sedí, pomalu se zvedne, nejprve na kolena, poté došlápne na pravou nohu, přičemž pomalu tasí katanu z pochvy a stejně tak se zvedá, maje na paměti, že jeho cílem není nepřítel, ale spíš jeho samurajský kolega. Pokud kaišakunin stojí, vytasí svoji katanu stejně tiše a pomalu. V obou případech, jakmile je meč vytažen z pochvy (saja), zvedne ho kaišakunin pravou rukou a čeká na začátek seppuku. V některých klasických školách iaidó neboli korjú, jako je například Musó Džikiden Eišin-rjú, se tento „vyčkávací postoj“ provádí tak, že kaišakunin ukročí pravou nohou vzad, katanu drží pravou rukou za hlavou rovnoběžně s podlahou, zatímco levá drží pochvu ve správné pozici sajabiki. V jiných školách, jako například v Musó Šinden-rjú, se katana drží pravou rukou kolmo vzhůru, rovnoběžně s tělem, zatímco levá ruka spočívá na kaišakuninově boku. Nohy jsou u sebe. Kaišakunin musí v každém případě bedlivě sledovat osobu provádějící seppuku a čekat, až začne provádět řez (kiri) břichem (hara).
3. Poté co samuraj skutečně provede seppuku a následně vrátí dýku tantó zpět na její místo, udělá kaišakunin krok vpřed a nechá katanu dopadnout na šíji umírajícího samuraje. Těsně před tím, než se meč dotkne šíje, uchopí kaišakunin pevně oběma rukama jeho rukojeť (cuka), čímž zpřesní vedení čepele katany a dodá sílu dolů směřujícímu seku (kiricuke). Závěrečná fáze seku zvaná dakikubi musí být vedena s naprostou přesností, aby meč odťal pouze polovinu samurajova krku včetně páteře a zanechal tak potřebné množství tkáně, jež udrží hlavu připojenou k samurajovu trupu. Provádí se jediným plynulým pohybem.

Po pádu mrtvého samuraje na zem setřese kaišakunin stejně pomalým pohybem, jako když tasí katanu z pochvy, krev z čepele – tento pohyb se nazývá čiburi – a vrátí meč do pochvy pohybem zvaným nótó, zatímco klečí čelem k tělu mrtvého samuraje. Poté zůstane ještě chvíli nepohnutě klečet na znamení hluboké úcty k padlému samurajovi, který provedl rituální sebevraždu, což provádí ve stavu „plné uvědomělosti“ neboli zanšin. Pak vstane a ukloní se (rei) jeho tělu.

## Role popravčího
Při některých rituálech seppuku nedochází k žádnému proříznutí břicha. Odsouzená osoba pouze naznačí řez přes břicho dýkou tantó případně dřevěnou hůlkou či vějířem, načež jí kaišakunin setne hlavu. V této variantě se tak kaišakunin stává prakticky katem a seppuku vlastně stětím. 
V jiných rituálech seppuku může kaišakunin provést sek, jakmile odsouzená osoba sáhne po tantó. Tímto pohybem si zachová čest, neboť projevila úmysl provést seppuku. „Předčasné“ seknutí meče může být posouzeno jako drobná chyba v načasování příliš horlivého kaišakunina, ačkoli ve skutečnosti se jednalo o předem dohodnutý postup, jehož záměrem bylo ušetřit odsouzence bolesti způsobené skutečným proříznutím břicha. 